# Klusek (powiat gostyniński)
Klusek (d. Klusek Biały) – wieś sołecka  w Polsce położona w województwie mazowieckim, w powiecie gostynińskim, w gminie Gostynin.
| SIMC    | Nazwa                 | Rodzaj    |
| ------- | --------------------- | --------- |
| 0999506 | Murowanka-Leśniczówka | część wsi |
| 0999512 | Ruda                  | część wsi |

W latach 1975–1998 miejscowość należała administracyjnie do województwa płockiego.
Na jeziorze Białym obok Kluska były kręcone zdjęcia do filmu Tatarak Andrzeja Wajdy. We wsi zmarł biskup Roman Andrzejewski.